# Intelektualna svojina
Intelektualna svojina je predmet (tvorevina ljudskog duha i uma) zaštite intelektualnih prava. Ona obuhvataju: autorska prava i prava srodna autorskom pravu i pravo industrijske svojine. Bitno obeležje intelektualnih prava, baš kao i ostalih apsolutnih prava, da ona deluju prema svima (erga omnes). Autorska prava štite neko autorsko delo, kao što su: knjige, brošure, muzička dela, dramska dela; kao i dela srodna autorskom pravu poput: prava interpretatora, pravo izdavača slobodnog dela, pravo proizvođača fonograma,  video emisije, baze podataka.U pravo industrijske svojine spadaju: patent (pronalazak), industrijski dizajn, žig, znaka geografskog porekla proizvoda, know-how itd.) Postoji mnogo vrsta intelektualne svojine, a neke zemlje priznaju više vrsta od drugih. Savremeni koncept intelektualne svojine razvio se u Engleskoj u 17. i 18. veku. Termin „intelektualna svojina” počeo je da se koristi u 19. veku, iako je tek krajem 20. veka intelektualna svojina postala uobičajena u većini svetskih pravnih sistema.
Pristalice zakona o intelektualnoj svojini često opisuju njenu glavnu svrhu kao podsticanje stvaranja širokog spektra intelektualnih dobara. Da bi se to postiglo, zakon daje ljudima i preduzećima imovinska prava na određene informacije i intelektualna dobra koja stvaraju, obično na ograničen vremenski period. Pristalice tvrde da, pošto zakoni o intelektualnoj svojini dozvoljavaju ljudima da zaštite svoje originalne ideje i spreče neovlašćeno kopiranje, kreatori izvlače veću individualnu ekonomsku korist od informacija i intelektualnih dobara koje stvaraju, i na taj način imaju više ekonomskih podsticaja da ih kreiraju na prvom mestu. Zagovornici intelektualne svojine smatraju da ovi ekonomski podsticaji i zakonska zaštita stimulišu inovacije i doprinose tehnološkom napretku na izvestan način.
Nematerijalna priroda intelektualne svojine predstavlja poteškoće u poređenju sa tradicionalnom svojinom kao što su zemljište ili dobra. Za razliku od tradicionalne svojine, intelektualna svojina je „nedeljiva“, pošto neograničen broj ljudi u teoriji može „konzumirati“ intelektualno dobro, a da se ono ne iscrpi. Pored toga, ulaganja u intelektualna dobra pate od problema prisvajanja: vlasnici zemljišta mogu ograditi svoju zemlju čvrstom ogradom i unajmiti naoružane čuvare da je štite, dok proizvođači informacija ili literature obično mogu učiniti malo da spreče svog prvog kupca da replicira materijal i da ga proda s nižom cenom. Balansiranje prava tako da budu dovoljno jaka da podstaknu stvaranje intelektualnih dobara, ali ne toliko stroga da sprečavaju široku upotrebu dobara, primarni je fokus savremenog prava intelektualne svojine.

## Autorsko pravo
Autorsko delo — smatra se individualna duhovna tvorevina na polju nauke, književnosti i umetnosti: pisana dela (književni tekstovi, studije, natpisi, članci kao i računarski programi).Govorna dela: predavanja, govori, propovedi i sl. Muzička dela sa rečima ili bez reči. Audiovizuelna dela: filmska dela i dela stvorena na način sličan filmskom. Dela arhitekture: skice, planovi, nacrti i izgrađeni objekti. Fotografska dela i dela proizvedena na sličan način fotografskom. Zatim, kao zaštićena dela posmatraju se: naučne, obrazovne ili tehničke prezentacije — tehničke skice, planovi, grafikoni, formulari, ekspertize, nalazi veštaka, prezentacije u plastičnom obliku i druga djela iste prirode.
Kao autorsko delo koje je zaštićeno autorskim pravom smatraju se: početak dela, nezavršeno delo, naslov i drugi sastojci dela — ako predstavljaju individualne duhovne tvorevine. Prevodi, prilagođavanja, muzički aranžmani, muzičke prerade i druge obrade izvornih muzički dela koje ispunjavaju uslove individualnost — uživaju autorsko-pravnu zaštitu.
Autorskim delim se ne smatraju i nisu zaštićena: ideje, koncepti, postupci, radne metode, matematičke operacije, načela i otkrića. Službeni tekstovi iz oblasti sudstva, uprave i zakonodavstva. Zatim, politički govori i govori koji su održani tokom sudskih rasprava. Dnevne vesti, razne druge vesti i informacije izražene u prilagođenoj formi za štampu. Narodne književne i umetničke tvorevine.

## Prava srodna autorskom pravu
Prava interpretatora — interpretatori su izvođači dela: glumci, pevači, muzičari, plesači i druga lica koja svojim veštinama (pevanjem, sviranjem, i sl.) ili na drugi način izvode umetnička ili folklorna dela. Kao izvođači posmatraju se i režiseri pozorišnih predstava, dirigenti orkestara, vođe pevačkih horova, varijetski i cirkuski umetnici.
Prava proizvođača fonograma — proizvođač fonograma je fizičko ili pravno lice koje poduzima inicijativu i snosi odgovornost za prvo fiksiranje zvukova jednog izvođenja ili onoga što predstavlja zvuk. Prava proizvođača fonograma traju 50 godina od dana prvog fiksiranja, odnosno 50 godina od dana zakonitog izdavanja, ili 50 godina od dana zakonitog saopštavanja javnosti, ako prethodno nije fonogram zakonito izdan. Rok od 50 godina računa se od 1. januara prve godine posle one u kojoj se relevantna činjenica dogodila.
Prava filmskog producenta — filmski producent je fizičko ili pravno lice koje obezbeđuje novčana sredstva, organizuje i rukovodi fiksiranjem pomičnih slika praćenih audio-zapisom ili bez audio-zapisa (videogram). Prava filmskog producenta traju 50 godina od prvog fiksiranja, odnosno 50 godina od zakonskog saopštavanja javnosti ili zakonitog izdavanja dela. Rok od 50 godina računa se od 1. januara prve godine posle one u kojoj se relevantna činjenica dogodila.
Pravo organizacije za radiodifuziju — organizacija za radiodifuziju je pravno lice koje preduzima inicijativu i snosi teret odgovornosti za snimanje emisije. Emisija je zvučno-vizuelni sadržaj koji se pretvara u elektromagnetne talase i saopštava javnosti putem televizijskih i radio prijemnika.

## Literatura
- Arai, Hisamitsu. "Intellectual Property Policies for the Twenty-First Century: The Japanese Experience in Wealth Creation", WIPO Publication Number 834 (E). 2000. wipo.int
- Bettig, R. V. (1996). Critical Perspectives on the History and Philosophy of Copyright. In R. V. Bettig, Copyrighting Culture: The Political Economy of Intellectual Property. (pp. 9–32). Boulder, CO: Westview Press.
- Boldrin, Michele and David K. Levine. "Against Intellectual Monopoly", 2008. dkleving.com
- Hahn, Robert W. Intellectual Property Rights in Frontier Industries: Software and Biotechnology. AEI Press.. March 2005.
- Branstetter, Lee, Raymond Fishman and C. Fritz Foley. "Do Stronger Intellectual Property Rights Increase International Technology Transfer? Empirical Evidence from US Firm-Level Data". NBER Working Paper 11516. „weblog.ipcentral.info” (PDF). јул 2005. Архивирано из оригинала (PDF) 22. 11. 2008. г.
- Connell, Shaun. "Intellectual Ownership". „rebithofffreedom.org”. октобар 2007. Архивирано из оригинала 21. 12. 2007. г.
- De George, Richard T. 14. Intellectual Property Rights.  George G. Brenkert and Tom L. Beauchamp, ур. The Oxford Handbook of Business Ethics. 1 (1st изд.). Oxford, England: Oxford University Press. стр. 408—439.. n.d.
- Farah, Paolo and Cima, Elena. "China's Participation in the World Trade Organization: Trade in Goods, Services, Intellectual Property Rights and Transparency Issues" in Aurelio Lopez-Tarruella Martinez (ed.), El comercio con China. Oportunidades empresariales, incertidumbres jurídicas, Tirant lo Blanch, Valencia (Spain) 2010, pp. 85–121.  978-84-8456-981-7. Available at  https://ssrn.com/abstract=1527992. Недостаје или је празан параметар |title= (помоћ)
- Farah, Paolo Davide, Tremolada Riccardo, Desirability of Commodification of Intangible Cultural Heritage: The Unsatisfying Role of IPRs, in TRANSNATIONAL DISPUTE MANAGEMENT, Special Issues „The New Frontiers of Cultural Law: Intangible Heritage Disputes”. 11 (2). март 2014.. ,,  Available at . ISSN 1875-4120 https://ssrn.com/abstract=2472339. Недостаје или је празан параметар |title= (помоћ)
- Farah, Paolo Davide, Tremolada Riccardo, Intellectual Property Rights, Human Rights and Intangible Cultural Heritage. Journal of Intellectual Property Law (2): 21—47. ISSN 0035-614X. Недостаје или је празан параметар |title= (помоћ), Part I, June 2014, , Giuffre,. Available at  https://ssrn.com/abstract=2472388. Недостаје или је празан параметар |title= (помоћ)
- Goldstein, Paul; Reese, R. Anthony (2008). Copyright, Patent, Trademark and Related State Doctrines: Cases and Materials on the Law of Intellectual Property (6th изд.). New York: Foundation Press. ISBN 978-1-59941-139-2.
- Gowers, Andrew. "Gowers Review of Intellectual Property". Her Majesty's Treasury, November 2006. Gowers, Andrew (6. 12. 2006). Gowers Review of Intellectual Property (PDF). The Stationery Office. ISBN 978-0-11-840483-9. Архивирано из оригинала (PDF) 7. 4. 2009. г.
- Greenhalgh, C. & Rogers M. (2010). Innovation, Intellectual Property, and Economic Growth. New Jersey: Princeton University Press.
- Kinsella, Stephan (пролеће 2001). „Against Intellectual Property”. Journal of Libertarian Studies. 15 (2): 1—53. mises.org
- Lai, Edwin. "The Economics of Intellectual Property Protection in the Global Economy". Princeton University. April 2001. dklevine.com
- Lee, Richmond K. Scope and Interplay of IP Rights.. Accralaw offices.
- Lessig, Lawrence (2004). Free Culture: How Big Media Uses Technology and the Law to Lock Down Culture and Control Creativity (PDF). New York: Penguin Press. Архивирано из оригинала (PDF) 16. 09. 2009. г. Приступљено 04. 11. 2022.
- Lindberg, Van. (2008). Intellectual Property and Open Source: A Practical Guide to Protecting Code. O'Reilly Books. ISBN 978-0-596-51796-0.. |
- Maskus, Keith E. „Intellectual Property Rights and Economic Development”. Case Western Reserve Journal of International Law. 32: 471. Архивирано из оригинала 23. 12. 2008. г.
- Mazzone, Jason. „Copyfraud”. New York University Law Review. 81 (2006).. Brooklyn Law School, Legal Studies Paper No. 40. .
- Miller, Arthur Raphael, and Michael H. Davis (2000). Intellectual Property: Patents, Trademarks, and Copyright (3rd изд.). New York: West/Wadsworth. ISBN 0-314-23519-1.
- Moore, Adam, "Intellectual Property", The Stanford Encyclopedia of Philosophy (Summer 2011 Edition), Edward N. Zalta (ed.),
- Morin, Jean-Frédéric, Paradigm Shift in the Global IP Regime: The Agency of Academics, Review of International Political Economy, vol. 21(2), 2014, pp. 275–309.
- Mossoff, A (2001). „'Rethinking the Development of Patents: An Intellectual History, 1550–1800,'”: 1255. Hastings Law Journal, Vol. 52,
- Rozanski, Felix. "Developing Countries and Pharmaceutical Intellectual Property Rights: Myths and Reality" stockholm-network.org
- Perelman, Michael (2004). Steal This Idea: Intellectual Property and The Corporate Confiscation of Creativity. Palgrave MacMillan.
- Rand, Ayn. "Patents and Copyrights" in Ayn Rand, ed. 'Capitalism: The Unknown Ideal,' New York: New American Library, 1966, pp. 126–128
- Reisman, George. 'Capitalism: A Complete & Integrated Understanding of the Nature & Value of Human Economic Life,' Ottawa, Illinois: 1996, pp. 388–389
- Schechter, Roger E., and John R. Thomas (2003). Intellectual Property: The Law of Copyrights, Patents and Trademarks. New York: West/Wadsworth. ISBN 0-314-06599-7.
- Schneider, Patricia H. "International Trade, Economic Growth and Intellectual Property Rights: A Panel Data Study of Developed and Developing Countries". „mtholyoke.edu” (PDF). јул 2004. Архивирано из оригинала (PDF) 26. 2. 2009. г.
- Shapiro, Robert and Nam Pham. "Economic Effects of Intellectual Property-Intensive Manufacturing in the United States". „the-value-of.ip.org”. јул 2007. Архивирано из оригинала 16. 2. 2008. г.. Retrieved 2008-04-09.
- Spooner, Lysander.  "The Law of Intellectual Property; or An Essay on the Right of Authors and Inventors to a Perpetual Property in their Ideas". Boston: Bela Marsh, 1855.
- Vaidhyanathan, Siva. (2004). The Anarchist in the Library: How the Clash Between Freedom and Control Is Hacking the Real World and Crashing the System. New York: Basic Books.
- Burk, Dan L.; Mark A. Lemley (2009). The Patent Crisis and How the Courts Can Solve It. University of Chicago Press. ISBN 978-0-226-08061-1.

## Spoljašnje veze
- The European Audiovisual Observatory hosts articles on „copyright”. Архивирано из оригинала 29. 7. 2013. г. legislature and covers media laws in their newsletter
- Internet/Media Piracy: Statistics & Facts—Statista